# Holakrati
Holakrati er en social teknologi og et organisatorisk governancesystem, hvor myndighed og beslutningstagning er distribueret i et holarki af selvorganiserende hold i stedet for at blive et managementhierarki.
Holakrati er blevet anvendt i erhvervsliv og velgørende organisationer i Australien, Frankrig, Tyskland, New Zealand, Schweiz, Storbritannien og USA.

## Oprindelse
Det holakratiske system har oprindelse fra Ternary Software, et firma fra Exton, Pennsylvania, som var kendt for at eksperimentere med mere demokratiske organisatoriske governanceformer. Ternary founder Brian Robertson distilled the best practices into an organizational system that became known as Holacracy in 2007.
Robertson udviklede senere Holacracy Constitution
i 2010, hvor han lavede systemets kerneprincipper og drift og har støttet firmaer i at anvende det. I juni 2015 udgav Robertson en bog, Holacracy: The New Management System for a Rapidly Changing World, som beskriver hvordan holakrati driftes og dets detaljer.
Termen holakrati er afledt af holarki. Begrebet holarki blev dannet af Arthur Koestler i hans bog The Ghost in the Machine fra 1967. Holarki er bl.a. afledt af ordet holon (Greek: ὅλον, holon neuter form of ὅλος, holos "whole"; "holokrati" ville have været mere regulært) og betyder enheder, som er autonome og lokale, men også afhængig af det større hele - som enheden er en del af. Dermed er et holarki et hierarki af selvregulerende holoner, som både fungerer som autonome enheder og som afhængige dele.